# Mondorf-les-Bains
Mondorf-les-Bains (luxemburguès Munneref, alemany Bad Mondorf) és una comuna i vila a l'est de Luxemburg, que forma part del cantó de Remich. Comprèn les viles de Mondorf-les-Bains, Altwies i Ellange. Limita al nord amb Remich i al nord amb Mondorff (Lorena).

## Població
| Nacionalitat   | Població | %      |
| -------------- | -------- | ------ |
| luxemburguesos | 2.285    | 62,81% |
| Forasters      | 1.353    | 37,19% |
| - portuguesos  | 533      | 14,65% |
| - francesos    | 311      | 8,55%  |
| - italians     | 98       | 2,69%  |
| - belgues      | 104      | 2,86%  |
| - alemanys     | 108      | 2,97%  |
| - iugoslaus    | 23       | 0,63%  |
| - altres       | 176      | 4,84%  |

## Evolució demogràfica
| Any        | Població |
| ---------- | -------- |
| 15/02/2001 | 3.638    |
| 01/01/2002 | 3.690    |
| 01/01/2003 | 3.747    |
| 01/01/2004 | 3.839    |
| 01/01/2005 | 3.923    |

## Agermanaments
- Coira
- Bad Homburg